# جسی فلمینگ
جسی فلمینگ (انگلیسی: Jessie Fleming؛ زادهٔ ۱۱ مارس ۱۹۹۸) بازیکن فوتبال اهل کانادا است.
از باشگاه‌هایی که در آن بازی کرده‌است می‌توان به باشگاه فوتبال زنان چلسی اشاره کرد.
وی همچنین در تیم‌های ملی فوتبال Canada women's national under-17 soccer team, Canada women's national under-20 soccer team، زنان کانادا، و زنان کانادا بازی کرده‌است.
وی در مسابقات کشوری و بین‌المللی در مجموع برندهٔ ۱ مدال برنز شده‌است.